# Estación de Ribas de Freser
Ribas de Freser (oficialmente Ribes de Freser) y Ribas-Enlace forman un intercambiador ferroviario situado en la población de Ribas de Freser, en la comarca catalana de El Ripollés. La estación de Ribas de Freser es propiedad de Adif y se encuentra en la línea Ripoll-Puigcerdá, servida por los trenes de la R3 de Cercanías de Cataluña (servicio operado por Renfe), que a pesar de formar parte de Cercanías no tiene tarifación como tal. Ribas-Enlace (oficialmente Ribes-Enllaç) es el nombre que recibe la estación del Cremallera de Nuria, propiedad de Ferrocarriles de la Generalidad de Cataluña (FGC), que sube hasta La Vall de Nuria. Ambas forman un conjunto, aunque con operadores diferentes. La estación de Ribas de Freser registró en 2021 la entrada de 26 297 usuarios, correspondientes a los servicios de cercanías.

## Situación ferroviaria

### Ribas de Freser
La estación se encuentra en el punto kilométrico 13,5 de la línea Ripoll-Puigcerdá, entre las estaciones de Aguas de Ribas y Planolas, a 905,51 metros de altitud.
El tramo es de vía única en ancho ibérico (1668 mm), con tensión eléctrica de 3 kV y alimentación por catenaria.

### Ribas-Enlace
La estación se encuentra en el punto kilométrico 0,0 de la línea del cremallera de Nuria, siendo su colateral la estación de Ribas-Villa. Se encuentra a 905 metros de altitud.
El tramo es de vía única en ancho métrico y está electrificada a 1.500 Vcc.

## Historia

### Ribas de Freser
Esta estación del Ferrocarril Transpirenaico, tal como se conocía a la línea de Ripoll a Puigcerdá, entró en servicio el 10 de agosto de 1919 con la puesta en marcha del tramo de 10,865 km entre las estaciones de Ripoll y Ribas de Freser de la línea que pretendía unir Barcelona con Latour de Carol-Enveitg por Ripoll. Posteriormente, el 12 de julio de 1922, la línea llegó hasta La Molina y el 3 de octubre del mismo año hasta Puigcerdá.
En 1929 se electrificaba la línea a 1,5 kV y pasaba a depender de la Compañía de los Caminos de Hierro del Norte de España. En 1931 se ponía en servicio el cremallera Ribas-Nuria, convirtiéndose la estación en punto de enlace entre los dos ferrocarriles.
El estallido de la Guerra Civil en 1936 dejó la estación en zona republicana. Ante la nueva situación el gobierno republicano, que ya se había incautado de las grandes compañías ferroviarias mediante un decreto de 3 de agosto de 1936, permitió que en la práctica el control recayera en comités de obreros y ferroviarios. Con la llegada de las tropas sublevadas a Cataluña en 1939, se volvió a la situación anterior.
En 1941, tras la nacionalización del ferrocarril de ancho ibérico, las instalaciones pasaron a manos de la recién creada RENFE.
En 1965 se cambiaba la tensión de la línea a 3000V. En 1984 planeó sobre la estación la amenaza de cierre, dentro del plan de cierre masivo de líneas altamente deficitarias, evitado por la presión popular y el carácter internacional de la línea.
En 1987 se reformaba la estación de Ribas de Freser. En 2004 se recrecieron los andenes para facilitar el acceso a los trenes. Desde el 31 de diciembre de 2004 Renfe Operadora explota la línea mientras que Adif es la titular de las instalaciones ferroviarias. En 2009 se volvían a mejorar los andenes, ampliando la de la vía 1 al retirar en el año 2006 la antigua vía muerta ubicada a la derecha de la general, y concentrando el paso entre andenes a uno solo ubicado al lado Ripoll.

### Ribas-Enlace
La estación se puso en servicio el 22 de marzo de 1931, a cargo de la compañía FMGP (Ferrocarrils de Muntanya de Grans Pendents), y ha funcionado desde el principio con electricidad. En un principio tenía la vía general y una derivada a la derecha enlazadas por una aguja diagonal que permitía cambiar la posición de la máquina de la cola en la cabeza de la composición y dos andenes, una para la vía general y otra entre las dos vías. No obstante, no fue hasta el año 1935 en que se puso en servicio el edificio de viajeros en piedra actual de la estación, que hasta entonces era un barracón provisional de madera. Había existido también una tercera vía en la estación a la izquierda de la general para el estacionamiento de material.
En el período de la Guerra Civil, se suspendió temporalmente el servicio del cremallera de Nuria, pasando a ser explotado por un Comité Obrero. Hasta que el 8 de agosto de 1936, la Generalidad de Cataluña intervino la empresa, bajo la dirección  de su ingeniero director Montserrat Fenech. En junio de 1937 se instaló en Nuria un sanatorio, utilizando el cremallera para el traslado de enfermos y dar servicio de vituallas y mantenimiento. Hasta que el 21 de febrero de 1939, las tropas sublevadas se hicieron cargo del Cremallera de Nuria, encontrado en perfecto estado, para seguir prestando servicio de hospital en Nuria hasta 1940.
En 1985 se renovó dicho edificio, como también el resto de la línea, después de que el 2 de enero de 1984 el cremallera se incorporara a la red de Ferrocarriles de la Generalidad de Cataluña (FGC).
En 1986, ya siendo propiedad de FGC la línea, se renovó el edificio de viajeros y se modificó el esquema de  vías, pasando a disponer las dos vías juntas con andenes laterales, eliminando el antiguo andén central. En 1994 se remodelaba el edificio de viajeros, con una nueva imagen de la fachada con piedra y un nuevo interiorismo. En 2008 se instalaron placas fotovoltaicas a lo largo de toda la cubierta para la producción de energía. Posteriormente, en 2009, se cubría la estación para poder utilizarla como cochera fuera de las horas de servicio comercial. En 2019 se instalaron barreras tarifarias de control de acceso y en 2021 una máquina de venta automática de billetes.

## La estación

### Ribas de Freser (Adif)

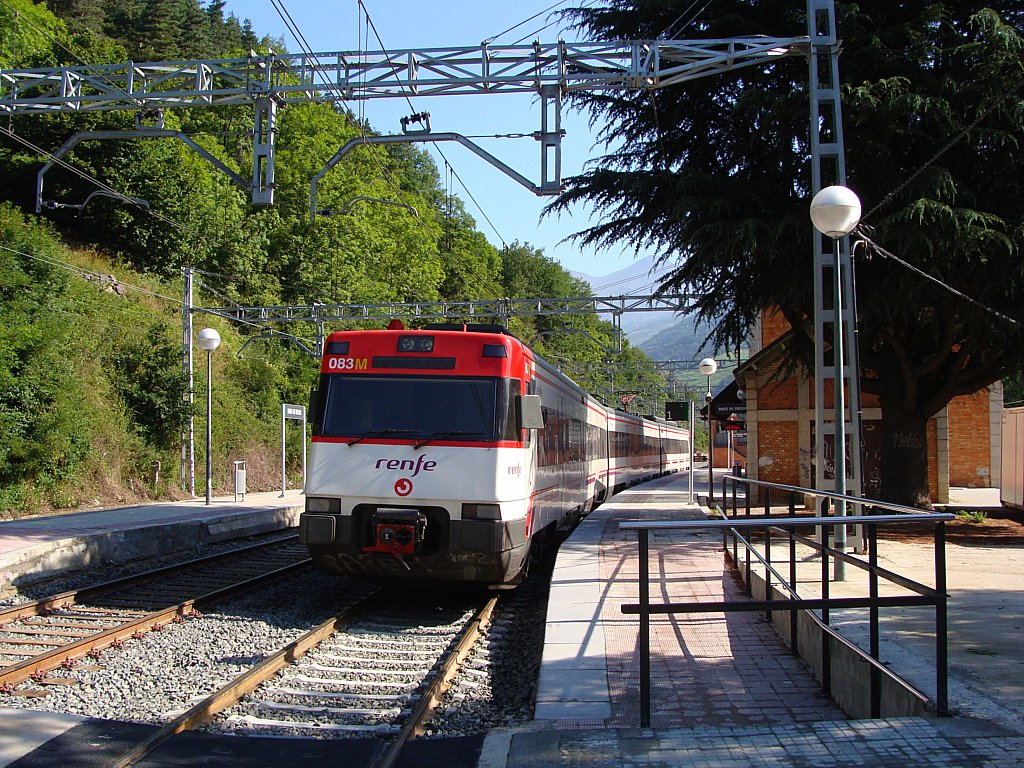
Cercanías de Renfe, entrado en la estación de Ribas de Freser.

La estación de Ribas de Freser se encuentra al sur del núcleo urbano y muy próxima a la carretera N-260. La estación dispone de tres vías, la general (vía 1) y dos derivadas a la izquierda (vías 3 y 5). Hay dos andenes, uno lateral para la vía 1 y la otro central para las vías 3 y 5, enlazadas por un paso a nivel con rampa de acceso en el lado de Ripoll. El andén central tiene una pequeña marquesina para cobijar a los viajeros. Por el extremo Puigcerdá del andén de la vía 1 se comunica directamente con el edificio de viajeros y da acceso a la estación de Ribas-Enlace del cremallera de Núria de FGC. A la derecha de las vías hay un conjunto formado por cuatro edificios: el edificio de viajeros, el de servicios, el de enclavamientos y el almacén. Construidos en ladrillo rojo y pizarra a doble vertiente tanto el edificio de servicios como el almacén. El edificio de viajeros en parte, y el de enclaves tienen cubierta a cuatro aguas. El edificio de viajeros está formado por dos cuerpos adosados, uno de única planta y el otro con tres alturas, la última bajo losado con ventanas avanzadas. En la parte del edificio de viajeros ampliado de una sola planta hay una gran sala de espera en servicio donde está la taquilla y una máquina de venta de billetes, además de las dependencias ferroviarias que se ubican en la planta baja de la parte del edificio de viajeros de tres plantas. En el mismo edificio de una planta también está la cafetería.
El edificio de enclavamientos se encuentra en el mismo andén lateral y es de planta rectangular. El edificio de servicios es cuadrangular y con tres puertas enmarcadas de piedra que dan acceso a los servicios públicos. Encima de las puertas encontramos una gran ventana también enmarcada con piedra formada por un arco escarzano dividida en tres partes. El almacén es un edificio rectangular alargado ubicado en el andén de la vía 1. A continuación está el antiguo muelle de mercancías descubierto, donde todavía se conserva una antigua grúa de carácter ornamental. Todas los vanos están enmarcadas con piedra y coronados por un dintel con arcos escarzanos. Las esquinas de todos los edificios también están rematadas en piedra. Completan las instalaciones una amplia zona de aparcamiento de vehículos, compartida con la estación de Ribas-Enlace (propiedad de FGC) del cremallera de Nuria.
El horario de la estación es de 7.05h a 21.50h El sistema de seguridad es de "Tren-tierra y ASFA". En cuanto a los bloqueos dispone de Bloqueo de Liberación Automática en vía Única con Control de Tráfico Centralizado (BLAU con CTC). Esta configuración se mantiene en el tramo entre las estaciones de Vich y Puigcerdá, al cual pertenece la estación.

### Ribas-Enlace (FGC)

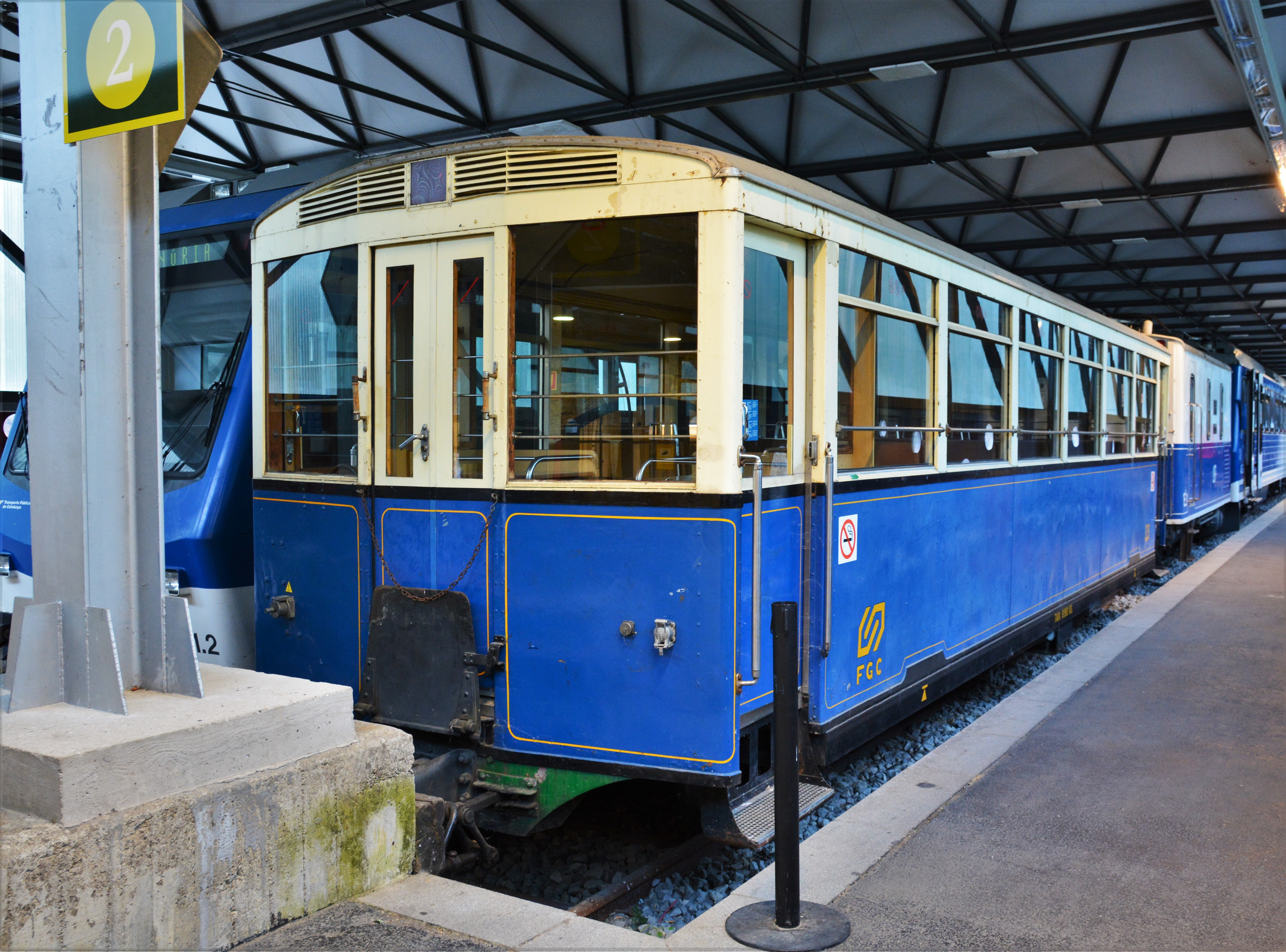
Coche nº23 del Cremallera de Nuria, de FGC, expuesto en la estación de Ribas-Enlace en 2019.

Se encuentra al sur del núcleo urbano, formando un conjunto con la estación de Adif. Esta estación es la terminal sur de su línea y tiene "enlace" con la línea de ancho ibérico a Barcelona, Ripoll y Puigcerdá, de ahí su nombre. La estación actual tiene dos vías, la general y la más usada (vía 1) y una desviada a la derecha (vía 2), con andenes laterales de 85 metros de longitud. La estación de Ribas-Enlace tiene un total de tres agujas, la de entrada a la estación justo antes de la nave (de la que nace la vía 2) y una diagonal entre vías dentro de la propia nave para poder realizar maniobras. Todos los cambios de agujas se accionan de manera manual, por lo que es necesario un factor de circulación en la estación. Las dos vías y andenes están cubiertas en su totalidad por una estructura metálica con paredes traslúcidas que aportan luz natural al interior, protegiendo a los usuarios los días de mal tiempo. También sirve como cochera de trenes al rendir la jornada, complementando la principal de Ribas-Villa. El pequeño edificio de viajeros, original de la estación, se encuentra tras las toperas y es de dos plantas, con pared de piedra y tejado de pizarra a dos aguas. En su planta baja alberga una pequeña sala de espera y la taquilla, entre otras dependencias. En una edificación auxiliar en el lado de las vías hay situados parte de los aseos, así como el acceso a los existentes en el antiguo edificio de viajeros. Completan las instalaciones de Ribas-Enlace el aparcamiento para vehículos compartido con la estación de Ribas de Freser de la línea Ripoll-Puigcerdá de ancho ibérico. El edificio original de la estación está adosado a la nave por dos de sus laterales y forma un conjunto con la nave. Dispone de tres tornos de entrada a la estación para control de accesos y venta automática de billetes.

## Servicios ferroviarios

### Ribas de Freser
A pesar de pertenecer la estación a la Provincia de Gerona, no comparte la denominación de Rodalies con su provincia, sino con la de Barcelona. En la práctica, la estación sólo tiene servicios regionales de Media Distancia, que se presta con material de Rodalies de Cataluña, usualmente con la serie 447 de Renfe y más raramente con trenes Civia. Algunos trenes no efectúan parada en la estación.
Los horarios actualizados de Cercanías de Cataluña pueden descargarse en este enlace. El horario actualizado de la R3 puede consultarse en este enlace.
Parte de los trenes procedentes de Hospitalet de Llobregat finalizan aquí su recorrido y regresan posteriormente hacia Hospitalet.

### Ribas-Enlace
El servicio funciona todos los días del año salvo los días laborables de noviembre como preparación de temporada, siendo la frecuencia de 50 minutos en temporada alta, con refuerzos entre Queralbs y Nuria. Se invierten unos 40 minutos en completar el recorrido de la línea. El material rodante está formado por 4 automotores Beh, dos de ellos con un coche central adaptado, 1 automotor GTW 2/6, un tren reversible con la locomotora dual H12 y 2 coches MGB y otra composición más de 2 coches de refuerzo "Sport Wagen".
El parque de vehículos de FGC es muy variado y van desde las más modernas, fabricadas en Suiza por Staedler, hasta las clásicas de la línea fabricadas en 1930, con fines más bien turísticos.
| << cabecera                    | < estación  | línea    | estación >                | cabecera >> |
| ------------------------------ | ----------- | -------- | ------------------------- | ----------- |
| Rodalies de Catalunya de Renfe |             |          |                           |             |
| Hospitalet                     | Campdevànol |          | terminal                  | terminal    |
| Hospitalet                     | Campdevànol | Planolas | Puigcerdá Latour-de-Carol |             |
| Cremallera de Nuria de FGC     |             |          |                           |             |
| terminal                       | terminal    |          | Ribas-Villa               | Nuria       |